# Their First Misunderstanding
Their First Misunderstanding és una pel·lícula muda de la IMP dirigida per Thomas H. Ince i George Loane Tucker i protagonitzada per Mary Pickford i Owen Moore. Es tracta de la primera pel·lícula dels dos actors per a la IMP i també la primera que figuren en els crèdits. La pel·lícula, d’una bobina, es va estrenar el 9 de gener de 1911, dos dies després que Moore i Pickford es casessin. Durant molts anys es va considerar una pel·lícula perduda però el 2006 se’n va descobrir una còpia en un graner de New Hampshire.

## Argument
Tom i Mae fa un any que estan casats i el primer s’oblida d’ella centrant-se en els negocis. La situació es complica quan Belle Stuart, una antiga xicota de Tom, apareix i el monopolitza en un ball. Quan Tom es recorda de la seva dona la troba parlant massa animadament amb un poeta. Tot plegat provoca la primera gran baralla del matrimoni. Es produeixen una sèrie de malentesos que fan que cadascun d’ells pensa que l’altre s’estima més a una altra persona. Al final tot s’aclareix i la parella es reconcilia.

## Repartiment
- Mary Pickford (Mae Darcy)
- Owen Moore (Tom Owen)
- Thomas H. Ince (entre la gent de l'estació)
- Ben Turpin (entre la gent de l'estació)
- J. Farrell MacDonald (poeta)
- Hayward Mack (a la festa)
- Carrie Turpin (criada)